# America's Army: Rise of a Soldier
America's Army: Rise of a Soldier is de consoleversie van het first person shooter computerspel America's Army. Het is gemaakt door Secret Level en het is uitgegeven door Ubisoft. Het spel wordt gesponsord door het Amerikaanse leger.

## Het spel
In America’s Army: Rise of a Soldier doorloopt de speler de carrière van een Amerikaans soldaat. Zo zal men vanaf rekruut tot getrainde Special Forces-teamleider een carrière in het leger voort moeten zetten. Men begint als rekruut die een hindernisbaan af moet leggen. De daadwerkelijke actie begint pas wanneer men een granaatwerper ter beschikking krijgt.

## Multiplayer
Er zijn verschillende multiplayervarianten:
- co-operative splitscreen, met zijn tweeën een single player mission spelen.
- splitscreen, met maximaal 4 spelers tegen elkaar vechten in aparte levels.
- systemlink, twee of meer Xboxen aan elkaar gekoppeld, maximaal 8 spelers tegen elkaar.
- Xbox Live, online multiplayer met maximaal 8 spelers.

## Ontvangst
| Beoordeeld door         | Platform | Datum            | Score |
| ----------------------- | -------- | ---------------- | ----- |
| UOL Jogos               | Xbox     | 1 februari 2006  | 80%   |
| Cheat Code Central      | Xbox     | 15 december 2005 | 80%   |
| Game Chronicles         | Xbox     | 5 december 2005  | 72%   |
| TeamXbox                | Xbox     | 18 november 2005 | 72%   |
| X-Power                 | Xbox     | 14 maart 2006    | 70%   |
| GameZone                | Xbox     | 29 november 2005 | 70%   |
| Jeuxvideo.com           | Xbox     | 27 februari 2006 | 55%   |
| IGN                     | Xbox     | 1 december 2005  | 55%   |
| UGO (UnderGroundOnline) | Xbox     | 2005             | 42%   |
| Game Critics            | Xbox     | 25 januari 2006  | 30%   |